# Roman Benedik
Roman Benedik (8. února 1945 Praha – 7. února 2021 Michalovce) byl slovenský fotbalový brankář a lékař. Jeho mladší bratr Peter Benedik je také bývalým prvoligovým fotbalistou, jeho nejmladší bratr Bohdan Benedik byl prvoligovým sudím.

## Hráčská kariéra
V československé lize hrál za VSS Košice, gól nedal. Po dokončení lékařské fakulty odešel v roce 1969 do Michalovců.

## Prvoligová bilance
| Ročník                                   | Zápasy | Góly | Minuty | Nuly | Klub       |
| ---------------------------------------- | ------ | ---- | ------ | ---- | ---------- |
| 1. československá fotbalová liga 1966/67 | 1      | 0    | 6      | 0    | VSS Košice |
| CELKEM                                   | 1      | 0    | 6      | 0    |            |